# 槻田村
槻田村（つきだむら）は、かつて新潟県南蒲原郡にあった村。

## 沿革
- 1889年（明治22年）4月1日 - 町村制の施行により、南蒲原郡月岡村、吉田村、諏訪新田、高林新田、片口村、如法寺村、長嶺村及び山崎新田の区域をもって、南蒲原郡槻田村が発足する。
- 1901年（明治34年）11月1日 - 南蒲原郡本城村、槻田村及び金子村が合併して、南蒲原郡本成寺村が発足する。